# Droga wojewódzka nr 116
Droga wojewódzka nr 116 (DW116) – droga wojewódzka klasy Z, o długości około 16 km będąca w całości na terenie powiatu szamotulskiego w województwie wielkopolskim. Rozpoczyna się w okolicy Bobulczyna na skrzyżowaniu z drogami nr 184 i 186, dalej biegnie przez Binino, Bielejewo i Nojewo. W dniu 1 stycznia 2016 droga 116 została wydłużona do Podpniewek, gdzie kończy się na skrzyżowaniu z drogą nr 187.

## Historia numeracji
Na przestrzeni lat trasa posiadała różne oznaczenia i kategorie/klasyfikacje:

| Lista źródeł |
| --- |
| - Centralny Urząd Geodezji i Kartografii, Mapa samochodowa Polski, Warszawa: Państwowe Przedsiębiorstwo Wydawnictw Kartograficznych, 1956. Brak numerów stron w książce - Atlas samochodowy Polski, Druk rozpoczęto w kwietniu 1958 r. – ukończono w czerwcu 1958 r., Warszawa: Państwowe Przedsiębiorstwo Wydawnictw Kartograficznych, s. 68. - Mapa samochodowa Polski 1:1 000 , Warszawa: Państwowe Przedsiębiorstwo Wydawnictw Kartograficznych, 1962. Brak numerów stron w książce - Atlas samochodowy Polski 1:500 000. Wyd. IV. Warszawa: Państwowe Przedsiębiorstwo Wydawnictw Kartograficznych, 1965, s. 68. - Mapa samochodowa Polski 1:1 000 , wyd. dziesiąte, Warszawa: Państwowe Przedsiębiorstwo Wydawnictw Kartograficznych, 1971. Brak numerów stron w książce - Mapa samochodowa Polski 1:1 000 , wyd. jedenaste, Warszawa: Państwowe Przedsiębiorstwo Wydawnictw Kartograficznych, 1972. Brak numerów stron w książce - Mapa samochodowa Polski 1:1 000 , wyd. trzecie, Warszawa: Państwowe Przedsiębiorstwo Wydawnictw Kartograficznych, 1975. Brak numerów stron w książce - Samochodowy atlas Polski 1:500 000. Wyd. V. Warszawa: Państwowe Przedsiębiorstwo Wydawnictw Kartograficznych, 1979, s. 69. ISBN 83-7000-017-7. - Samochodowy atlas Polski 1:500 000. Wyd. VI. Warszawa: Państwowe Przedsiębiorstwo Wydawnictw Kartograficznych, 1980, s. 69. - Mapa samochodowa Polski 1:1 500 000, Załącznik do informatora samochodowo-motocyklowego – rocznik XXVIII, Warszawa: Państwowe Przedsiębiorstwo Wydawnictw Kartograficznych, 1983. Brak numerów stron w książce - Samochodowy atlas Polski 1:500 000. Wyd. IX. Warszawa: Państwowe Przedsiębiorstwo Wydawnictw Kartograficznych, 1984, s. 69. - Samochodowy atlas Polski 1:500 000. Wyd. IX. Warszawa: Państwowe Przedsiębiorstwo Wydawnictw Kartograficznych, 1985, s. 69. |

| Lista źródeł |
| --- |
| - Polska: atlas samochodowy 1:300 000. Wyd. pierwsze. Warszawa: Polskie Przedsiębiorstwo Wydawnictw Kartograficznych, 1992. ISBN 83-7000-080-0. Brak numerów stron w książce - Polska: mapa samochodowa 1:700 000, wyd. 1, Szczecin: Wydawnictwo Kartograficzne KOMPAS, 1996–1997, ISBN 83-904373-2-5. Brak numerów stron w książce - Polska: mapa samochodowa 1:700 000, wyd. II Zmienione i poprawione, Szczecin: Wydawnictwo Kartograficzne KOMPAS, 1997–1998, ISBN 83-904373-3-3. Brak numerów stron w książce - Polska: mapa samochodowa z podziałem administracyjnym 1:700 000, wyd. V Zmienione, poprawione i uaktualnione, Szczecin: Wydawnictwo Kartograficzne KOMPAS, 1999–2000, ISBN 83-904373-7-6. Brak numerów stron w książce - POLSKA Atlas drogowy 1:200 000. Mapy Ścienne Beata Piętka, 2000. Brak numerów stron w książce - Polska: autoatlas 1:300 000, Autoatlas opracowano dla potrzeb Polskiego Koncernu Naftowego ORLEN Spółka Akcyjna, Warszawa: ABW Sp. z o.o., 2001, ISBN 83-915542-0-1. Brak numerów stron w książce |

W latach 1986–2000 numer 116 był przypisany do drogi relacji Szczecin – Dołuje – Lubieszyn – granica państwa. W 2000 roku, w wyniku reformacji numeracji sieci dróg w Polsce, została włączona do przebiegu drogi krajowej nr 10.

## Dopuszczalny nacisk na oś
Od 13 marca 2021 roku na drodze dozwolony jest ruch pojazdów o nacisku pojedynczej osi napędowej do 11,5 tony, z wyjątkiem fragmentów oznaczonych znakiem zakazu B-19.

### Do 13 marca 2021
We wcześniejszych latach po drodze mogły poruszać się pojazdy o maksymalnym nacisku pojedynczej osi nie przekraczającym 8 ton.